# Никольское (Бериславский район)
Никольское (укр. Микільське) — село в Кочубеевской сельской общине Бериславского района Херсонской области Украины.
Почтовый индекс — 74012. Телефонный код — 5535.

## Население
Население по переписи 2001 года составляло 161 человек.

### Языковой состав
Родной язык населения по данным переписи 2001 года:
| Язык       | Численность, чел. | Доля     |
| ---------- | ----------------- | -------- |
| Украинский | 156               | 96,89 %  |
| Русский    | 5                 | 3,11 %   |
| Итого      | 161               | 100,00 % |